# Campeonato Mundial de Halterofilismo de 2018 - Mais de 109 kg masculino
A categoria mais de 109 kg masculino foi um evento do Campeonato Mundial de Halterofilismo de 2018, disputado na Arena de Halterofilismo de Asgabade, em Asgabade, no Turquemenistão, no dia 10 de novembro de 2018. 

## Calendário
Horário local (UTC+5)
| Dia            | Horário | Fase    |
| -------------- | ------- | ------- |
| 10 de novembro | 08:00   | Grupo C |
| 10 de novembro | 12:00   | Grupo B |
| 10 de novembro | 17:25   | Grupo A |

## Medalhistas
| Evento    | Ouro                   | Ouro   | Prata              | Prata  | Bronze                      | Bronze |
| --------- | ---------------------- | ------ | ------------------ | ------ | --------------------------- | ------ |
| Arranque  | Lasha Talakhadze (GEO) | 217 kg | Gor Minasyan (ARM) | 205 kg | Irakli Turmanidze (GEO)     | 203 kg |
| Arremesso | Lasha Talakhadze (GEO) | 257 kg | Gor Minasyan (ARM) | 245 kg | Hojamuhammet Toýçyýew (TKM) | 240 kg |
| Total     | Lasha Talakhadze (GEO) | 474 kg | Gor Minasyan (ARM) | 450 kg | Fernando Reis (BRA)         | 436 kg |

## Recordes
Antes desta competição, o recorde mundial da prova era o seguinte:
| Recorde         | Tipo      | Atleta         | Peso   | Local | Data                  |
| Recorde Mundial | Arranque  | Padrão mundial | 210 kg |       | 1 de novembro de 2018 |
| Recorde Mundial | Arremesso | Padrão mundial | 250 kg |       | 1 de novembro de 2018 |
| Recorde Mundial | Total     | Padrão mundial | 453 kg |       | 1 de novembro de 2018 |

Os seguintes novos recordes foram estabelecidos durante esta competição.
| Arranque  | 212 kg | Lasha Talakhadze (GEO) | Recorde mundial |
| Arranque  | 217 kg | Lasha Talakhadze (GEO) | Recorde mundial |
| Arremesso | 252 kg | Lasha Talakhadze (GEO) | Recorde mundial |
| Arremesso | 257 kg | Lasha Talakhadze (GEO) | Recorde mundial |
| Total     | 462 kg | Lasha Talakhadze (GEO) | Recorde mundial |
| Total     | 469 kg | Lasha Talakhadze (GEO) | Recorde mundial |
| Total     | 474 kg | Lasha Talakhadze (GEO) | Recorde mundial |

## Resultado
Os resultados foram os seguintes. 
| Pos.              | Atleta                      | Grupo | Arranque (kg) | Arranque (kg) | Arranque (kg) | Arranque (kg)     | Arremesso (kg) | Arremesso (kg) | Arremesso (kg) | Arremesso (kg)    | Total |
| Pos.              | Atleta                      | Grupo | 1             | 2             | 3             | Resultado         | 1              | 2              | 3              | Resultado         | Total |
| ----------------- | --------------------------- | ----- | ------------- | ------------- | ------------- | ----------------- | -------------- | -------------- | -------------- | ----------------- | ----- |
| Medalha de ouro   | Lasha Talakhadze (GEO)      | A     | 207           | 212           | 217           | Medalha de ouro   | 245            | 252            | 257            | Medalha de ouro   | 474   |
| Medalha de prata  | Gor Minasyan (ARM)          | A     | 200           | 205           | 211           | Medalha de prata  | 240            | 245            | 250            | Medalha de prata  | 450   |
| Medalha de bronze | Fernando Reis (BRA)         | A     | 193           | 198           | 201           | 4                 | 235            | 245            | 246            | 4                 | 436   |
| 4                 | Ruslan Albegov (RUS)        | A     | 191           | 197           | 197           | 7                 | 235            | —              | —              | 6                 | 432   |
| 5                 | Mart Seim (EST)             | A     | 185           | 192           | 195           | 9                 | 235            | 251            | 251            | 5                 | 427   |
| 6                 | Hojamuhammet Toýçyýew (TKM) | A     | 187           | 187           | 194           | 11                | 235            | 240            | 245            | Medalha de bronze | 427   |
| 7                 | Ali Davoudi (IRI)           | A     | 185           | 192           | 197           | 6                 | 227            | 242            | 245            | 9                 | 424   |
| 8                 | Eduard Ziaziulin (BLR)      | A     | 189           | 193           | 193           | 8                 | 222            | 228            | 232            | 8                 | 421   |
| 9                 | Péter Nagy (HUN)            | B     | 182           | 187           | 187           | 10                | 220            | 226            | 234            | 10                | 413   |
| 10                | Kamil Kučera (CZE)          | B     | 178           | 183           | 184           | 15                | 220            | 225            | 232            | 7                 | 410   |
| 11                | Caine Wilkes (USA)          | B     | 175           | 180           | 185           | 14                | 212            | 220            | 225            | 13                | 400   |
| 12                | David Liti (NZL)            | B     | 161           | 165           | 169           | 20                | 220            | 226            | 231            | 11                | 395   |
| 13                | Aliksei Mzhachyk (BLR)      | B     | 175           | 181           | 181           | 16                | 210            | 215            | 215            | 15                | 390   |
| 14                | Anthony Coullet (FRA)       | B     | 160           | 160           | 165           | 24                | 213            | 217            | 221            | 12                | 386   |
| 15                | Tamaš Kajdoči (SRB)         | B     | 165           | 170           | 170           | 23                | 215            | 215            | 218            | 14                | 383   |
| 16                | Gurdeep Singh (IND)         | C     | 165           | 171           | 174           | 18                | 210            | 210            | 220            | 17                | 381   |
| 17                | David Litvinov (ISR)        | B     | 170           | 175           | 178           | 17                | 200            | 205            | 210            | 20                | 380   |
| 18                | Keiser Witte (USA)          | C     | 160           | 166           | 166           | 21                | 200            | 211            | 220            | 16                | 377   |
| 19                | Fernando Salas (ECU)        | C     | 158           | 165           | 171           | 19                | 198            | 205            | 212            | 19                | 376   |
| 20                | Oleg Slobodianiuk (UKR)     | B     | 161           | 166           | 171           | 22                | 210            | 219            | 220            | 18                | 376   |
| 21                | Hsieh Yun-ting (TPE)        | C     | 150           | 160           | 160           | 25                | 180            | 190            | 200            | 21                | 360   |
| 22                | Kim Tollefsen (NOR)         | C     | 155           | 155           | 156           | 26                | 190            | 195            | 200            | 22                | 351   |
| 23                | Yerdos Sailau (KAZ)         | C     | 147           | 152           | 155           | 27                | 185            | 190            | 194            | 23                | 346   |
| 24                | Teemu Roininen (FIN)        | C     | 148           | 152           | 156           | 28                | 193            | 193            | 197            | 24                | 345   |
| —                 | Irakli Turmanidze (GEO)     | A     | 195           | 200           | 203           | Medalha de bronze | —              | —              | —              | —                 | —     |
| —                 | Walid Bidani (ALG)          | A     | 190           | 197           | 201           | 5                 | 220            | 220            | 220            | —                 | —     |
| —                 | Luis Lauret (CUB)           | B     | 173           | 180           | 183           | 12                | 213            | 213            | 213            | —                 | —     |
| —                 | Almir Velagić (GER)         | B     | 180           | 185           | 185           | 13                | —              | —              | —              | —                 | —     |
| DSQ               | Rustam Djangabaev (UZB)     | A     | 195           | 199           | 202           | —                 | 236            | 244            | 245            | —                 | —     |